# Ravidasvir
El ravidasvir es un medicamento utilizado para tratar la hepatitis C. Se suele utilizar junto con el sofosbuvir, con una tasa de curación del 97%. Se puede utilizar en personas infectadas tanto por la hepatitis C como por el VIH/sida. Se toma por vía oral. 
Los efectos secundarios suelen ser leves. En las personas diabéticas, pueden producirse bajadas de azúcar. En las que también tienen hepatitis B, puede producirse una reactivación. Es un inhibidor de la proteína NS5C del virus C. 
Ravidasvir fue aprobado para uso médico en Malasia y Egipto en 2021. Está en la Lista de Medicamentos Esenciales de la Organización Mundial de la Salud. Se espera que un tratamiento de 12 semanas cueste entre 300 y 500  dólares estadounidenses. 